# Listen to Me
Listen to Me is een Amerikaanse dramafilm uit 1989 geschreven en geregisseerd door Douglas Day Stewart. Hoofdrollen worden gespeeld door Kirk Cameron, Jami Gertz en Roy Scheider. De film werd slecht onthaald.

## Synopsis
Enkele tieners uit een lagere sociale klasse hebben een beurs gekregen om naar het (fictieve) Kenmont College te gaan omwille van hun grote talent om debatten te voeren. Het team waar ze lid van worden, neemt deel aan een wedstrijd met als ultieme hoogtepunt een debat over abortus met de Harvard University.

## Titellied
Het titellied is "Listen to Me" geproduceerd door David Foster en Linda Thompson en gezongen door Céline Dion en Warren Wiebe.

## Rolverdeling
| Acteur             | Personage                      |
| ------------------ | ------------------------------ |
| Kirk Cameron       | Tucker Muldowney               |
| Jami Gertz         | Monica Tomanski                |
| Roy Scheider       | Charlie Nichols                |
| Tim Quill          | Garson McKellar                |
| Amanda Peterson    | Donna Lumis                    |
| George Wyner       | Dean Schwimmer                 |
| Anthony Zerbe      | Senator McKellar               |
| Quinn Cummings     | Susan Hooper                   |
| Christopher Atkins | Bruce Arlington                |
| Timothy Dang       | Bobby Chin                     |
| Peter DeLuise      | Cameron Sweet                  |
| Jason Gould        | "Hinkelstein"                  |
| Yeardley Smith     | "Cootz"                        |
| Moon Unit Zappa    | Longnecker                     |
| Tom Schanley       | Stewart Shields                |
| Dan Schneider      | Nathan Gore                    |
| Rance Howard       | Mr. Muldowney, Tucker's Father |
| Ron Masak          | Mr. Tomanski, Monica's Father  |
| Dottie Archibald   | Mrs. Tomanski, Monica's Mother |
| Jon Shear          | Braithwaite                    |
| Christopher Rydell | Tom Lloyd                      |
| Martin West        | Justice Blyleven               |

## Nominaties en prijzen
| Westrijd                     | Categorie                                     | Ontvanger(s)       | Resultaat   | Ref.  |
| ---------------------------- | --------------------------------------------- | ------------------ | ----------- | ----- |
| Golden Raspberry Awards 1989 | Worst Supporting Actor                        | Christopher Atkins | Gewonnen    | [ 3 ] |
| Young Artist Awards          | Best Young Actor Starring in a Motion Picture | Kirk Cameron       | Genomineerd |       |
| Political Film Society       | Human Rights                                  |                    | Genomineerd | [ 4 ] |